# Постовский, Борис Наумович
Борис Наумович Постовский (род. 31 мая 1937, Москва) — американский, ранее советский, российский, шахматист; мастер спорта СССР (1981; по результатам заочных соревнований). Математик-программист. Победитель 14-го чемпионата СССР по переписке (1979—1980).
Судья шахматных соревнований, арбитр ФИДЕ.

## Шахматная карьера
В шахматы начал играть в 4-м классе, в 9-м выполнил 1-й разряд. Кандидатом в мастера спорта стал в студенчестве. С 3-го курса одновременно был и капитаном, и тренером команды МАИ. Под его руководством команда МАИ неожиданно обыграла команду МГУ и стала чемпионом Москвы.
Имеет более чем двадцатилетний опыт тренерской деятельности, воспитал несколько международных гроссмейстеров.
Входит в группу FIDE Senior Trainer (FST) — мировой топ тренеров FIDE.

## Судейство
2015 — Гран-при FIDE, главный арбитр
2014 — Международный турнир Tashir памяти Тиграна Петросяна, главный судья
- Награждён медалью Т. Петросяна за выдающиеся достижения в качестве тренера

2013 — Турнир памяти Алехина, главный арбитр